# Heller (Münze)

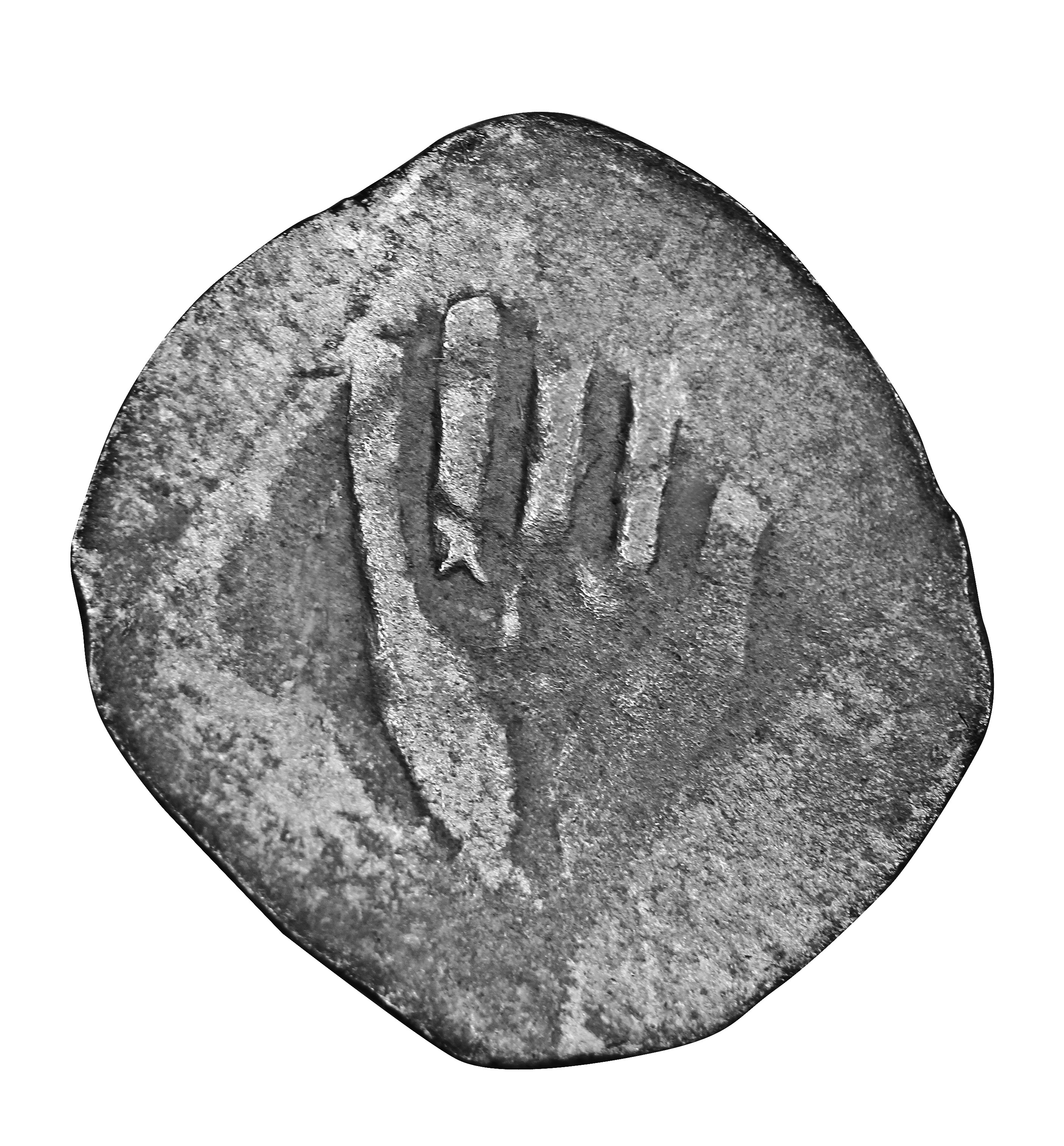
Händelheller aus Silber (Prägestätte Hall am Kocher, 13. Jahrhundert)

Ein Heller oder Haller, abgekürzt hlr., ist eine frühere deutsche Münze vom Wert eines halben Pfennigs, benannt nach der Stadt (Schwäbisch) Hall, lateinisch dann denarius hallensis oder auch hallensis denarius. Sie wurden 1200 bzw. 1208, nach Reiner Hausherr bereits 1189 erstmals urkundlich erwähnt. Geprägt wurden beidseitige silberne Pfennige (Häller Pfennige), genannt „Händelheller“, da sie meist eine Hand abbildeten. Die Heller wurden allmählich so verschlechtert, dass sie keine Silbermünzen mehr waren. Man unterschied weiße, rote und schwarze Heller; auf den Reichstaler rechnete man 576 Heller. Nach dem Zweiten Weltkrieg gab es Heller nur in der Tschechoslowakei und in Ungarn.
Der Heller existierte auch als Silbergewicht von 1/512 der Gewichtsmark.

## Geschichte in verschiedenen Ländern

### Deutschland

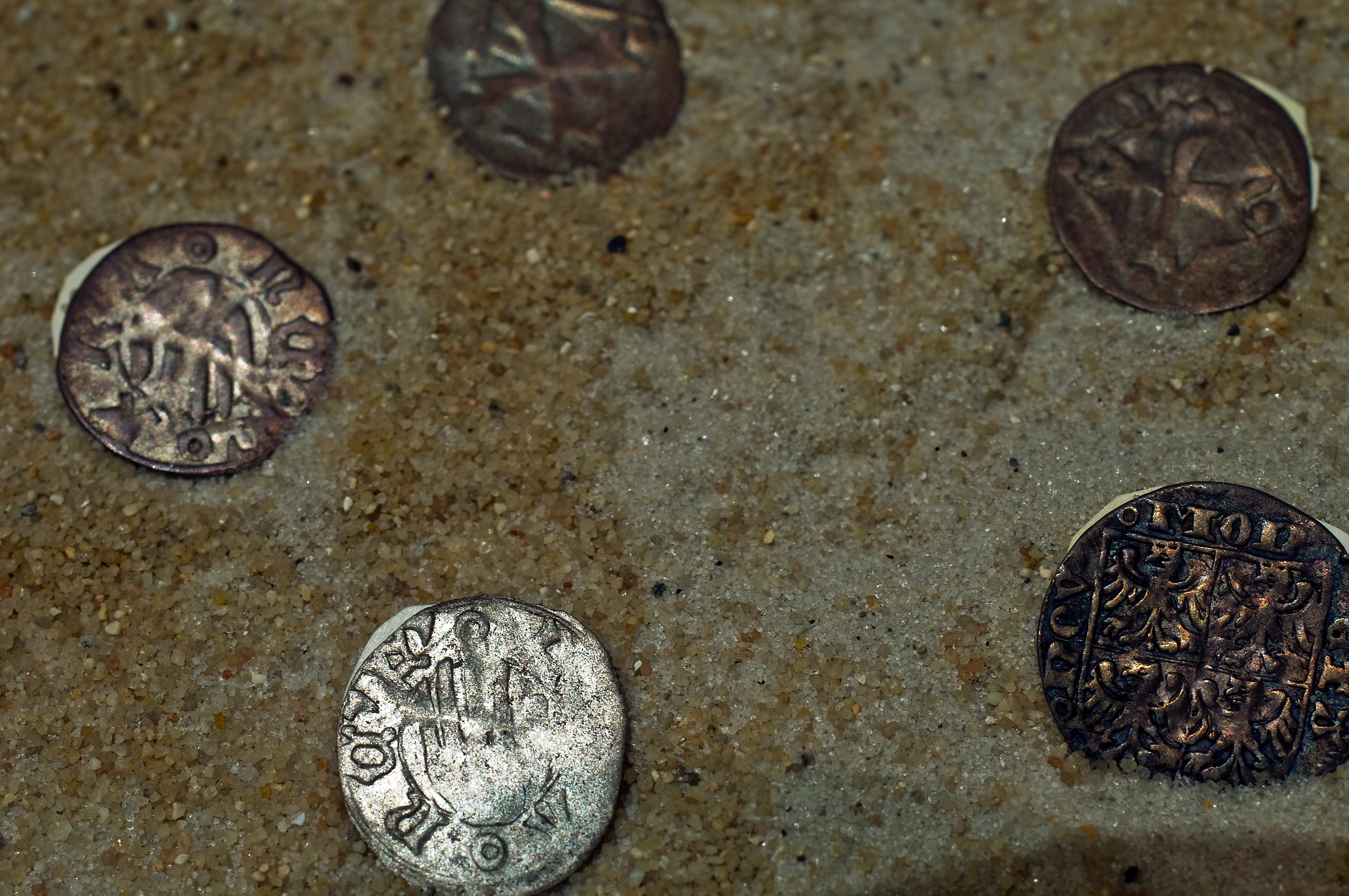
Heller, Frankfurt am Main, ab 1428

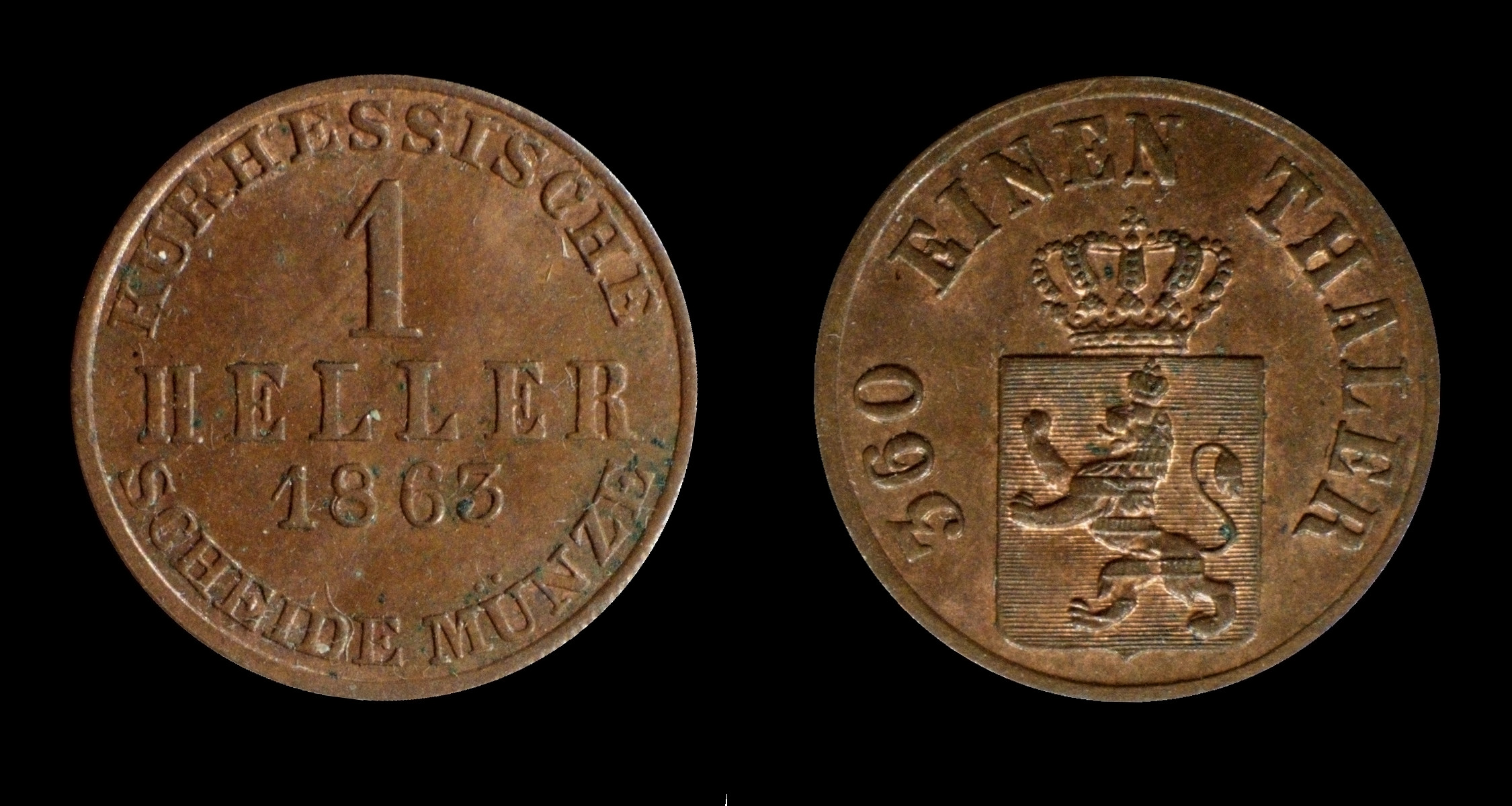
1 Heller, Kurhessen 1863

In Schwaben entsprach der Heller ursprünglich dem Pfennig, so dass 240 Heller ein Pfund ergaben. Nach einem kaiserlichen Edikt von 1385 wurde der Heller jedoch im Wert halbiert, womit sich die Wertigkeit 8 Heller = 4 Pfennig = 1 Kreuzer und 4 Kreuzer = 1 Batzen ergab.
Aufgrund des geringen Wertes und der nicht normierten Qualität der Münzen war es im Hoch- und Spätmittelalter üblich, größere Mengen an Hellern abzuwiegen und Geschäfte anhand des zusammengenommenen Münzgewichtes abzuwickeln; daraus ergaben sich oft Kaufbeträge in „Pfund Heller“, die nicht zwangsläufig dem Karlspfund zu 240 Hellern entsprachen.
In der damals böhmischen Oberlausitz hatten die Städte Bautzen und Görlitz das Münzrecht. Im 15. Jahrhundert prägten sie jährlich abwechselnd. Der Görlitzer Heller (Katterfinken) war eine Münze, deren Silbergehalt in späteren Prägejahren mehr und mehr sank.
Als Teil der silbernen Groschenwährung der Wettiner galt zum Beispiel um 1490: 24 Heller = 12 Pfennig = 2 halbe Schwertgroschen = 1 Spitzgroschen = 1 Bartgroschen oder Zinsgroschen. Die Heller waren Hohlheller, ähnlich den Thüringer Hohlpfennigen.
In Kursachsen liefen geringhaltige Schüsselpfennige als „Eindringlinge“ um. Sie wurden in sächsischen Akten von 1668 als Näpfchenheller bezeichnet. In einigen Gegenden Sachsens, zum Beispiel im Erzgebirge, wurden sie zur Plage. Die Bevölkerung warf die geringhaltigen Näpfchenheller bevorzugt in die Klingelbeutel, wodurch die Kollekte empfindlich geschmälert wurde. Das führte zum Beispiel in Annaberg zur Einführung spezieller Kirchenpfennige.
Im Kurfürstentum Hessen wurde der Silbergroschen in 12 Heller eingeteilt, so dass der Heller dem preußischen Pfennig gleich war. Dreiheller waren kupferne 1½-Pfennig-Stücke, die im Sachsen-Gothaischen geprägt wurden.
Mit der Umstellung auf die einheitliche Reichswährung Mark und Pfennig durch das Münzgesetz vom 9. Juli 1873 verschwand der Heller wie alle anderen alten Währungseinheiten (außer dem einfachen Vereinstaler, der bis 1907 umlief). Nur die letzten bayerischen Heller der vormaligen Vereinsguldenwährung waren noch geraume Zeit nach 1878 als ½-Pf-Münzen der neuen Goldmark-Reichswährung in Bayern gültig.

### Schweiz

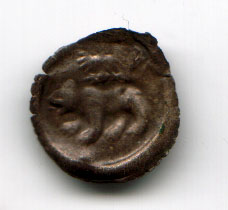
Berner Haller aus dem 15. Jahrhundert

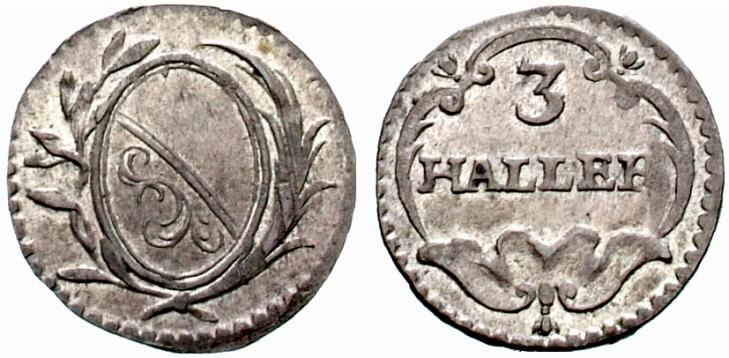
3 Haller, Zürich, Jahr unbekannt

Der Haller war im Spätmittelalter die kleinste Münzeinheit im Gebiet der Schweizerischen Eidgenossenschaft und entsprach einem halben Pfennig. Erste süddeutsche Haller gelangten ab den 1320er-Jahren in die Nordschweiz und lösten dort die Herstellung kleiner, einseitiger Pfennige ab, die nun als Haller bezeichnet wurden.
Dieser Haller setzte sich unter anderem im Zürcher Stadtstaat und in der Fürstabtei St. Gallen ab 1370 als Grundeinheit durch. Als Name einer zunehmend entwerteten Münze existierte der Haller nominal bis zum Ende des 18. Jahrhunderts.

### Liechtenstein

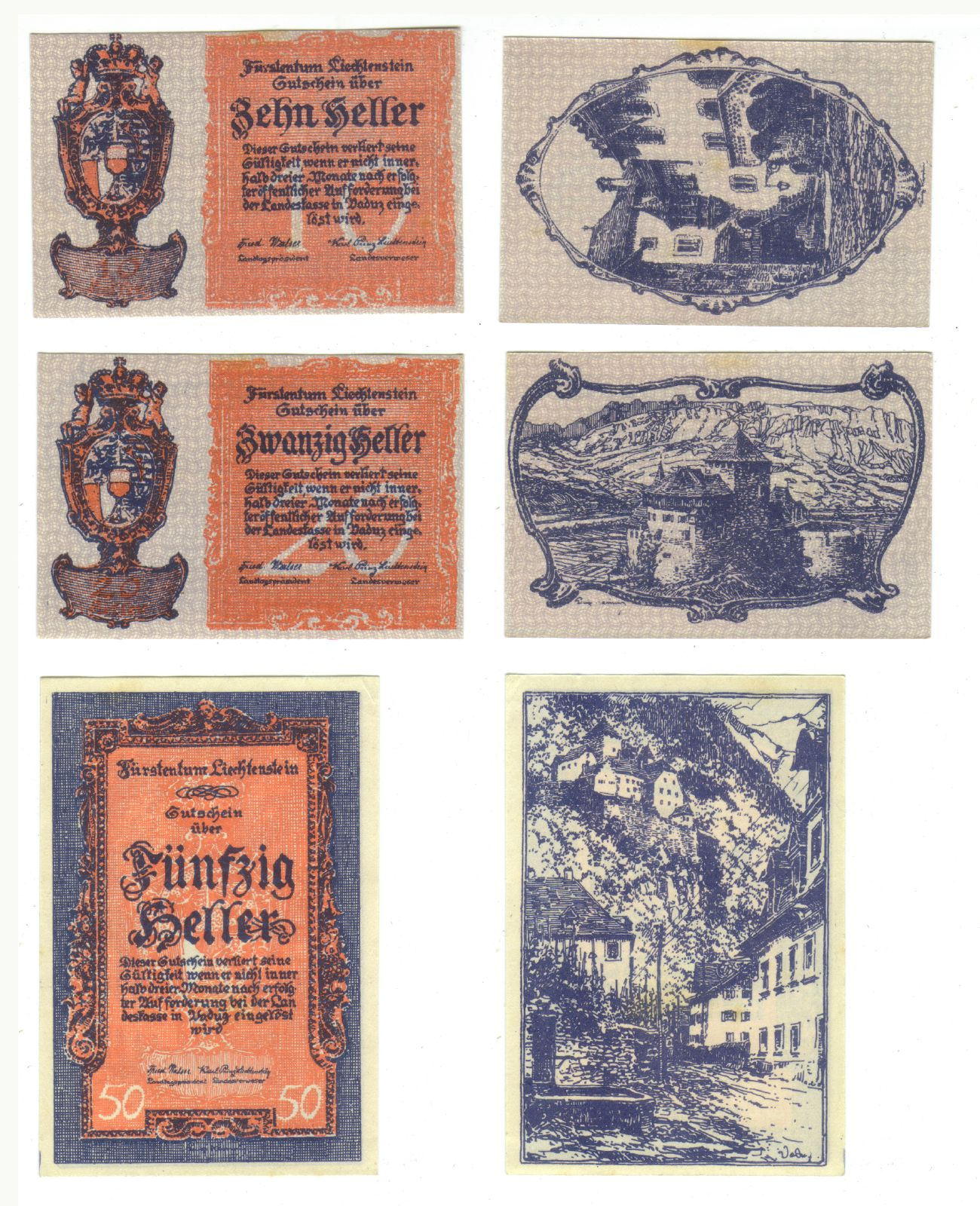
Verschiedene Heller-Noten in Liechtenstein

Von 1919 bis 1924 war das Liechtensteiner Notgeld in Umlauf. Deren Nominal lautete auf Heller.

### Österreich
In der Goldwährung Österreich-Ungarns (Mitte 19. bis frühes 20. Jahrhundert) war ein Heller der hundertste Teil einer Krone. Aus dieser Tradition leiten sich auch die teilweise noch heute üblichen Bezeichnungen der Währung in Tschechien, der Slowakei und Ungarn ab.

### Tschechoslowakei, Tschechien, Slowakei
Die tschechoslowakische, slowakische und die tschechische Krone war in 100 Heller unterteilt. Die entsprechende Übersetzung ist im Tschechischen haléř oder halíř, Mehrzahl haléře, halíře, haléřů, halířů usw., im Slowakischen halier, Mehrzahl haliere oder halierov.
Die Münzen mit den Heller-Werten wurden in Tschechien seit dem Jahr 1993 nach und nach aus dem Umlauf genommen. In der Slowakei wurden zunächst die Heller-Münzen der Tschechoslowakei verwendet, 1993 wurden eigene Münzen geprägt, allerdings nur die Werte 10, 20 (gültig bis 2003) sowie 50 Heller, die mit der Einführung des Euro 2008 ebenfalls ungültig wurden.

### Ungarn
Auch der ungarische Fillér, die kleine Währungseinheit zum Forint, leitet sich vom Wort Heller ab.

### Deutsch-Ostafrika

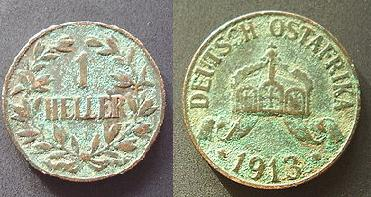
Hellermünze aus Deutsch-Ostafrika

Der Heller erlebte noch eine vorübergehende Wiederauferstehung in Deutsch-Ostafrika. Dort wurde von 1904 bis 1918 die Rupie in 100 Heller anstelle der zuvor gebräuchlichen 64 Pesa unterteilt. Es wurden Münzen zu ½, 1, 5, 10 und 20 Heller geprägt.

## Kulturbezug
Ein Heller und ein Batzen ist ein bekanntes Studenten- und Soldatenlied von Albert von Schlippenbach (Text) und Franz Kugler (Musik).
Die Redensart „das ist keinen roten Heller wert“ geht auf den geringen Wert des Hellers zurück und bedeutet, dass etwas wertlos ist; ‚rot‘ bezieht sich auf die Kupferfarbe. Vergleiche auch „eine Schuld auf Heller und Pfennig begleichen“, „seinen letzten Heller verlieren“, „keinen roten Heller haben“.
An der A 33 befindet sich nördlich des Kreuzes Wünnenberg-Haaren der Autobahnparkplatz Letzter Heller. In früheren Zeiten war in der Nähe eine Gaststätte. Nachdem die Bewohner der umliegenden Dörfer ihren Einkauf in Paderborn getätigt hatten und zu Fuß in ihre Dörfer zurückkehrten, pausierten sie auf halber Strecke in der Gaststätte und „gaben dabei ihren letzten Heller aus“.